# Speaking of Animals Down in the Zoo
Speaking of Animals Down in the Zoo (ou Down in the Zoo) est un court métrage d'animation américain réalisé par Tex Avery en 1941.